# Blera
Blera är en ort och kommun i provinsen Viterbo i regionen Lazio i Italien. Kommunen hade 3 255 invånare (2018).
Blera var ursprungligen en etruskisk stad norr om Rom vid Via Clodia. Den förstördes av langobarderna under kung Desiderius år 772 e.Kr. Det återstår fortfarande delar av stadsmuren liksom två gamla broar längs Via Clodia och gravar uthuggna i sten.